# Rage Against the Machine
Rage Against the Machine (IPA: //, transkribovano: Rejdž agenst de mašin, ponekad skraćeno RATM ili samo Rage) američki je Repkor bend oformljen u Los Anđelesu 1991. Bili su jedni od pionira Rep metala. Postavu benda, nepromenjenu od nastanka do raspada 2000, činili su pevač Zak de la Roča (Zack de la Rocha), gitarista Tom Morelo (Tom Morello), basista Tim Komerford (Tim Commerford) i bubnjar Bred Vilk (Brad Wilk).

## Tematika
Bend je poznat po svojim levičarskim političkim stavovima, i mnoge njihove pesme se bave raznim društvenim problemima.

## Diskografija
- (1992)
- (1996)
- (1999)
- (2000) (Covers album)

## Галерија
- Sastav benda 2007.
- Koncert u Nju Orleansu 2007.
- Detalj sa koncerta u avgustu 2010. godine

## Spoljašnje veze
- Zvanični sajt